# Права людини та зміна клімату
Права людини та зміна клімату є концептуальною та правовою базою, згідно з якою міжнародні права людини та їх зв'язок із глобальним потеплінням вивчаються, аналізуються та вирішуються. Ця структура використовувалася урядами, організаціями ООН, міжурядовими та неурядовими організаціями, захисниками прав людини та навколишнього середовища, а також науковцями для керівництва національною та міжнародною політикою щодо зміни клімату відповідно до Рамкової конвенції ООН про зміну клімату (РКЗК ООН) та основні міжнародні документи з прав людини. У 2022 році Робоча група II МГЕЗК запропонувала, що «кліматична справедливість включає правосуддя, яке пов’язує розвиток і права людини для досягнення підходу, заснованого на правах, до вирішення проблеми зміни клімату».
Аналіз прав людини та зміни клімату зосереджується на очікуваних наслідках для людей, пов’язаних із глобальними екологічними явищами, включаючи підвищення рівня моря, опустелювання, підвищення температури, екстремальні погодні явища та зміни опадів, а також заходи з адаптації та пом’якшення, вжиті урядами у відповідь на ті явища, які можуть передбачати права людини або пов'язані з ними правовий захист. Багато юридичних підходів до зміни клімату використовують право на здорове довкілля, інші суміжні права або інші підходи з екологічного законодавства, такі як права природи, щоб відстоювати нові або необхідні дії з боку урядів і приватних суб'єктів, шляхом захисту кліматичної справедливості та судових позовів щодо клімату.
8 жовтня 2021 року Рада ООН з прав людини ухвалила резолюцію, яка визнає право людини на безпечне, чисте, здорове та стійке довкілля – резолюцію 48/13.

## Історія

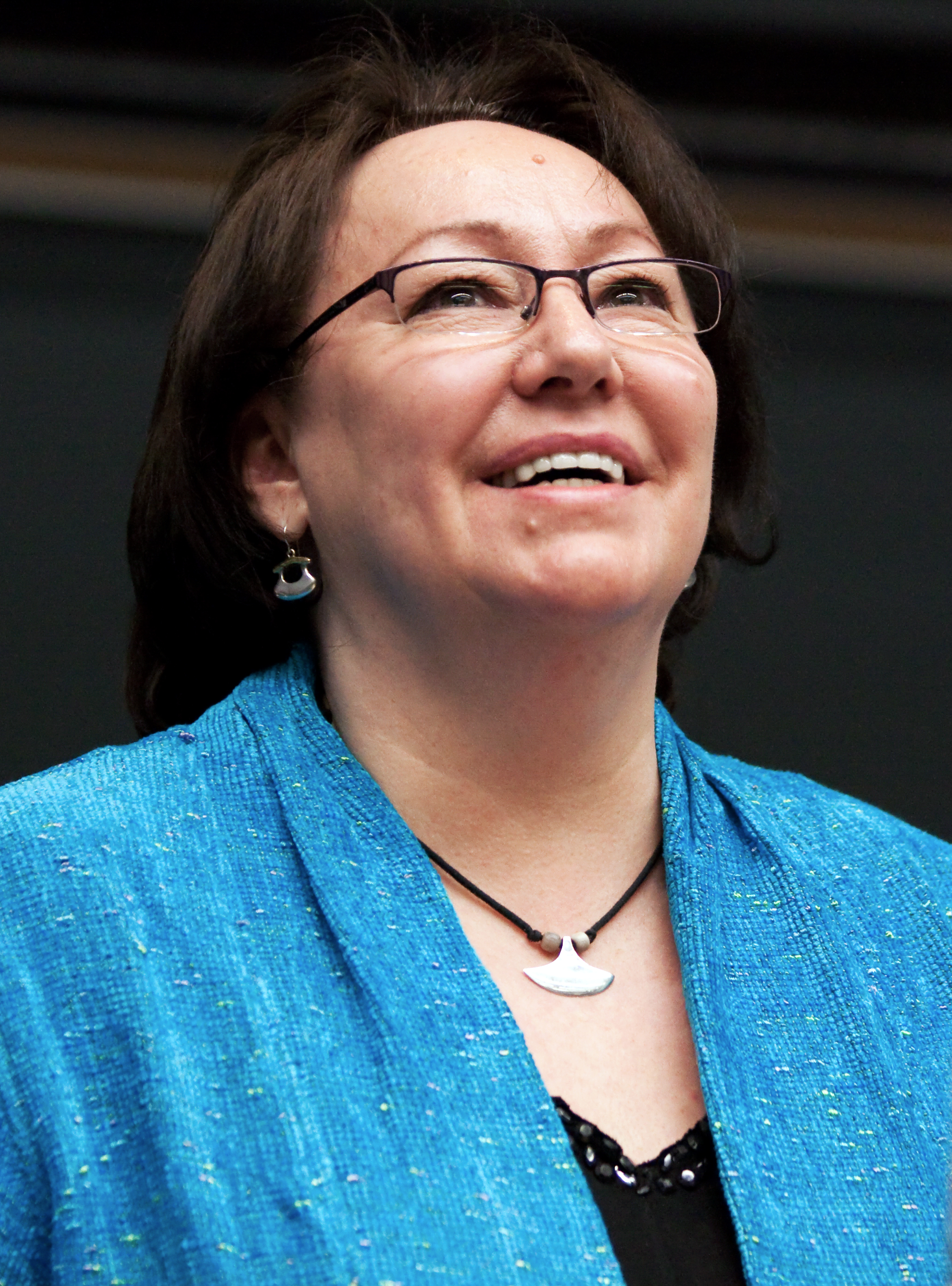
Активістка інуїтів Шейла Ватт-Клутьє подала петицію до Міжамериканської комісії з прав людини

У 2005 році активістка інуїтів Шейла Ватт-Клутьє подала петицію до Міжамериканської комісії з прав людини з проханням полегшити «порушення прав людини в результаті впливу глобального потепління та зміни клімату, спричинених діями та бездіяльністю Сполучених Штатів». Петицію було відхилено, але Комісія запросила та заслухала свідчення про взаємозв’язок між правами людини та зміною клімату від представників інуїтів у 2007 році.
Того ж року в Декларації Мале про людський вимір глобальної зміни клімату прямо зазначено (і вперше в міжнародній угоді), що «зміна клімату має чіткі та безпосередні наслідки для повного здійснення прав людини», і закликала до Системі прав людини Організації Об’єднаних Націй необхідно терміново вирішити це питання».
Наступного року Рада ООН з прав людини (HRC) одноголосно прийняла резолюцію 7/23, визнавши, що «зміна клімату становить безпосередню і далекосяжну загрозу для людей і громад у всьому світі та має наслідки для повного здійснення прав людини», і посилаючись на Статут Організації Об’єднаних Націй, Загальну декларацію прав людини, Міжнародний пакт про економічні, соціальні та культурні права та Міжнародний пакт про громадянські та політичні права. HRC підтвердив і розширив ці заяви резолюціями 10/4 від 25 березня 2009 року та 18/22 від 30 вересня 2011 року.
У 2009 році Управління Верховного комісара ООН з прав людини (УВКПЛ) опублікувало аналітичне дослідження, в якому було визначено конкретні права та групи людей, на які можуть негативно вплинути кліматичні зміни. Доповідь базувалася на матеріалах близько 30 країн, а також десяти агенцій ООН та десятків інших організацій. Основними проблемами у звіті є переміщені особи, ризики конфлікту та безпеки, а також порушення прав корінних народів, жінок і дітей.
У 2010 році Конференція Сторін РКЗК ООН відтворила формулювання КПЧ, що визначає зв’язок між правами людини та зміною клімату, у своїй доповіді про Конференцію ООН зі зміни клімату 2010 року в Канкуні, Мексика. У звіті про підсумки Конференції наголошувалося, що «Сторони повинні у всіх діях, пов’язаних зі зміною клімату, повністю поважати права людини».
Останніми роками все більше визнається зв’язок між правами людини та навколишнім середовищем, але все ще залишається багато питань, пов’язаних із взаємозв’язком між ними. Як результат, у 2012 році КПЧ встановив мандат щодо зобов’язань щодо прав людини, пов’язаних із користуванням безпечним, чистим, здоровим та стійким навколишнім середовищем. У попередній доповіді призначеного незалежного експерта Джона Х. Нокса також зазначено, що для забезпечення більшої концептуальної ясності застосування зобов’язань щодо прав людини, пов’язаних з навколишнім середовищем, необхідно мати пріоритет.
У 2014 році всі 78 мандатарів спеціальних процедур Організації Об’єднаних Націй опублікували спільну заяву до Дня прав людини, в якій закликали держави включити свої існуючі зобов’язання в рамках прав людини в переговори щодо зміни клімату. Це призведе до виведення прав тих, хто постраждав від зміни клімату, на перший план усіх стратегій реагування.
Станом на березень 2015 року, зараз є Спеціальний доповідач з прав людини та навколишнього середовища, продовження мандату колишнього незалежного експерта із зобов’язань щодо прав людини, пов’язаних із здійсненням права на безпечне, чисте, здорове та стійке довкілля. Напередодні Конференції Організації Об’єднаних Націй зі зміни клімату 2015 року в Парижі, Спеціальний доповідач поінформував держави, що вони повинні забезпечити, щоб їхні зобов’язання з прав людини охоплювали відповідну перспективу щодо зміни клімату під час переговорів щодо майбутніх угод.
Паризька угода, прийнята 12 грудня 2015 року на Конференції Сторін, є найважливішим показником підвищення обізнаності щодо взаємозв’язку зміни клімату та прав людини. Паризька угода є першою кліматичною угодою, яка визнає актуальність прав людини, в якій зазначено:
Сторони повинні, вживаючи заходів щодо вирішення проблеми зміни клімату, поважати, заохочувати та враховувати свої відповідні зобов’язання щодо прав людини, права на здоров’я, прав корінних народів, місцевих громад, мігрантів, дітей, осіб з інваліднісю та людей, які перебувають у вразливих ситуаціях та право на розвиток, а також гендерна рівність, розширення прав і можливостей жінок і рівність між поколіннями.

## Закон про права людини та зміна клімату
Зміна клімату спричиняє не тільки екологічні зміни, але також впливає на соціальні, економічні, політичні, культурні та правові аспекти суспільства в усьому світі. КПЧ підтвердив, що зобов’язання щодо прав людини здатні посилити як міжнародну, так і національну політику у сфері зміни клімату. Стокгольмська декларація 1972 року стала основою для подальшої розробки права людини на якість навколишнього середовища.
Захист довкілля зазвичай не включається в договори про права людини. Скоріше захист навколишнього середовища походить від прав, які захищають ці договори, таких як права на життя, їжу, воду та здоров’я. У майбутньому закон про права людини в контексті формування політики щодо зміни клімату може допомогти встановити мінімальні стандарти основних прав людини, які можуть бути прийняті в міжнародних та національних заходах пом’якшення наслідків та адаптації.
У 2021 році на своїй 48-й сесії Рада з прав людини прийняла Резолюцію 13: Право людини на чисте, здорове та стійке довкілля.

## Залучені права
Більшість міжнародних заяв щодо прав людини та зміни клімату підкреслюють потенційний негативний вплив зміни клімату на права на життя, їжу, воду, здоров’я, житло, розвиток та самовизначення. Ці права перераховані в основних конвенціях міжнародного права прав людини, хоча не всі члени HRC або сторони РКЗК ООН підписали ці конвенції.

### Право на життя
Право на життя захищене статтею 6 МПГПП, де кожна людина має невід'ємне право на життя. Право на життя нерозривно пов'язане з мірою реалізації інших прав. Існують як прогнозовані, так і спостережувані наслідки зміни клімату для права на життя. У четвертому звіті з оцінки Міжурядової групи експертів зі зміни клімату (Intergovernmental Panel on Climate Change, IPCC) прогнозується збільшення кількості людей, які страждають від смертей і травм через збільшення повеней, штормів, спеки, пожеж і посух. Зміна клімату в рівній мірі вплине на право на життя через збільшення голоду, недоїдання та пов’язаних з ними розладів, що впливають на ріст і розвиток дітей, респіраторну захворюваність та рівень озону на землі. Підвищення рівня моря є одним із наслідків зміни клімату, що виникає в результаті потепління води та танення льодовикових щитів. Вимірювання підвищення рівня моря є складною справою, проте МГЕЗК прогнозує підвищення глобального середнього рівня моря від 0,44 м до 0,74 м до 2100 року. Для низинних прибережних островів, таких як Мале на Мальдівах, підвищення рівня моря на 0,5 метра затопить 15 відсотків острова до 2025 року і затопить половину його до 2100 року. Оскільки 42 відсотки населення проживає в межах 100 метрів від узбережжя, навіть часткова повінь може призвести до утоплення, травм і загибелі людей.
Спостережувані наслідки – це ті, коли право на життя вже перешкоджало праву на життя. Існують труднощі у вивченні впливу самих кліматичних змін через проблему масштабу; зміна клімату вимірюється десятиліттями. Існує більш ніж 95-% шанс, що протягом десятиліття 1998–2008 років антропогенна зміна клімату в чотири рази збільшила ризик надзвичайної літньої спеки в Європі. Імовірність 75% того, що хвиля спеки в Європі 2003 року була пов’язана зі зміною клімату. Виходячи з цього, рівень надлишкової смертності від цієї події склав 15 000 смертей лише у Франції.

### Право на харчування

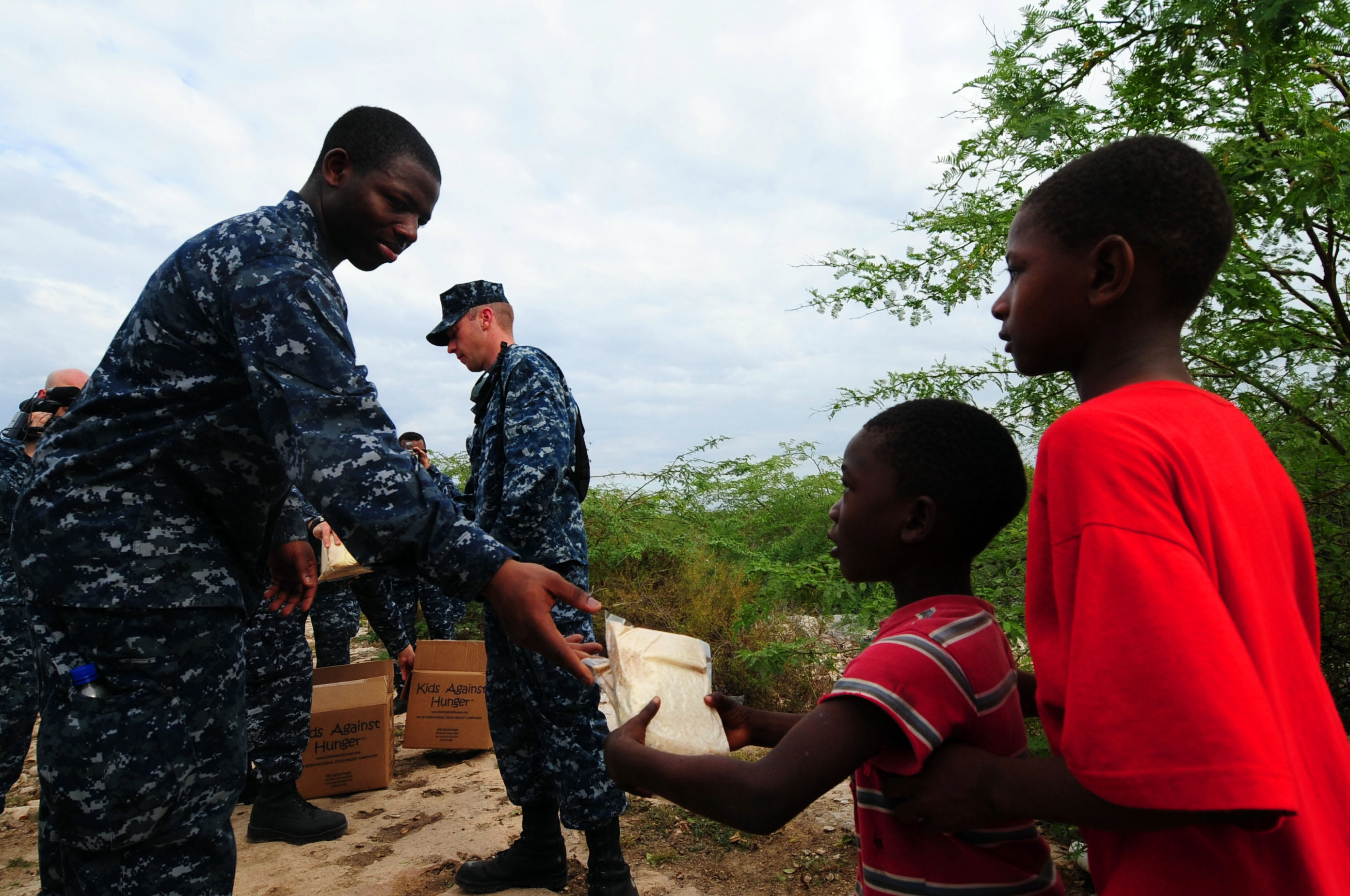
Моряки ВМС США роздають їжу від некомерційної організації «Діти проти голоду» жителям Ла-Гонаве, Гаїті, 2010 рік.

Згідно  статті II МПЕСКП держави-учасниці Пакту повинні максимізувати свої наявні ресурси для досягнення права на достатнє харчування. Зміна клімату вплине на всі чотири стовпи продовольчої безпеки; корисність, доступність, використання та стабільність. У доповіді Спеціального доповідача з питань права на їжу за 2008 рік зазначено, що спосіб вирощування їжі у світі повинен зазнати радикальних змін, щоб впоратися зі зростанням населення та наслідками зміни клімату, уникаючи при цьому екологічного колапсу. Паризька угода визнає фундаментальний пріоритет забезпечення продовольчої безпеки та особливу вразливість систем виробництва харчових продуктів до несприятливих наслідків зміни клімату. Стаття 2 закликає до адаптації до несприятливих наслідків зміни клімату та до зниження викидів парникових газів у спосіб, який не загрожуватиме виробництву харчових продуктів. У четвертому звіті МГЕЗК про оцінку прогнозується, що виробництво їжі буде зростати в середніх і високих широтах із підвищенням температури від 1° до 3°C, однак у нижчих широтах врожайність сільськогосподарських культур зменшиться, що збільшує ризик продовольчої безпеки в бідних регіонах світу. За оцінками Програми розвитку ООН, ще 600 мільйонів людей зіткнуться з недоїданням через зміну клімату. Це, ймовірно, матиме особливо руйнівний вплив на Африку на південь від Сахари.

### Право на воду

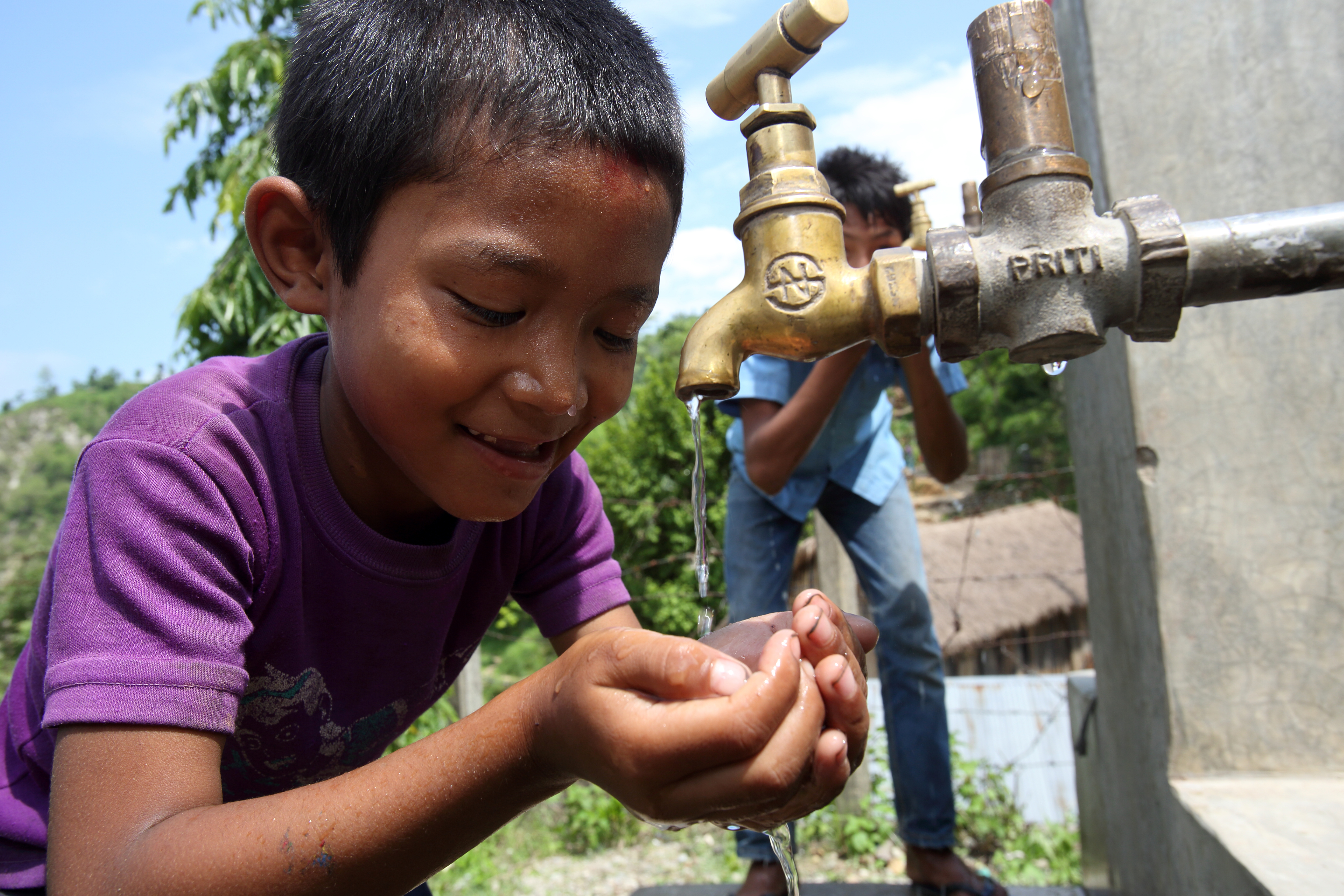
Хлопчик п'є з-під крана в проекті водопостачання NEWAH WASH у Пуваре Шікхар, район Удаяпур, Непал.

Комітет з економічних, соціальних і культурних прав (КЕСКП) зазначає, що право на воду є не лише важливою умовою виживання, але й те, що воно нерозривно пов’язане з іншими правами, такими як; житло, досяжний рівень здоров'я, достатній рівень життя та право на харчування. У Stern Review стверджується, що люди найсильніше відчують наслідки зміни клімату через зміни в моделях розподілу води по всьому світу. У тих районах, які вже відчувають посушливі умови, буде спостерігатися подальше зниження доступності води, при цьому кілька (але не всі) кліматичні моделі передбачають зниження річного стоку до 30 відсотків у Середземноморському басейні, глобальне підвищення температури у частинах південної Африки та південної частини Америка на 2 °C  і на 40-50% для 4°C. У п’ятому звіті про оцінку МГЕЗК зазначено, що ризики, пов’язані з прісною водою, значно збільшуються із збільшенням концентрації парникових газів, причому зміна клімату в ХХІ столітті, за прогнозами, призведе до значного скорочення відновлюваних ресурсів поверхневих і підземних вод у більшості сухих субтропічних регіонів.

### Право на здоров'я

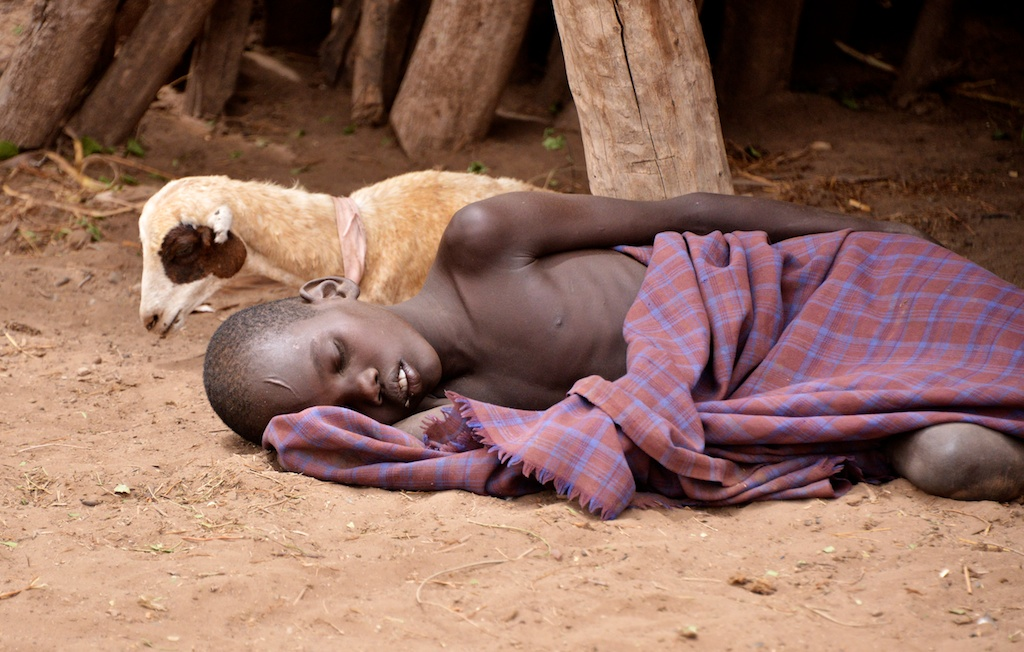
Хворий на малярію, Ньянгатон, Ефіопія.

Стаття 12 МПЕСКП визначає «право на найвищий досяжний рівень фізичного та психічного здоров’я». Більшість національних конституцій певним чином захищає право на здоров’я, і воно широко захищене в інших міжнародних та регіональних документах. Зміна клімату призведе до посилення відмінностей у здоров’ї між багатими та бідними в різних частинах світу. За оцінками Всесвітньої організації охорони здоров’я (ВООЗ), з 1970 року зміна клімату спричиняє 150 000 смертей щороку через збільшення частоти поширення діареї, малярії та недоїдання, переважно в Африці та інших регіонах, що розвиваються. Підвищення температури в 1°C в порівнянні з доіндустріальними рівнями може подвоїти річну смертність від зміни клімату (за даними ВООЗ).

### Право на безпечне, чисте, здорове та стійке довкілля
8 жовтня 2021 року Рада ООН з прав людини ухвалила резолюцію, яка визнає право людини на безпечне, чисте, здорове та стійке довкілля – резолюцію 48/13.

## Конкретні питання

### Зміщення
Потенційна кліматична міграція в даний час є одним із найбільш спірних наслідків зміни клімату. Дослідження показують, що зміна клімату може спричинити від 50 до 200 мільйонів нових внутрішньо переміщених осіб та міжнародних біженців до 2100 року. «Мегадельти» в Азії, Африці та невеликих островах піддаються високому ризику повеней і штормів, що спричинить масштабне переміщення місцевого населення. Міграція, спричинена зміною клімату, вплине або порушить основні міжнародні норми прав людини.

### Кліматична справедливість
Існує значна дискусія навколо концепції кліматичної справедливості для екологічного мігранта або «кліматичного біженця». Ця концепція має на меті заповнити прогалину в правовому та політичному секторах для мільйонів людей, які не можуть отримати міжнародно-правовий захист, оскільки це джерело міграції ще не включене в регіональне та міжнародне право. Наразі не існує встановленого визначення того, кого можна віднести до кліматичних біженців, оскільки воно ще не закріплено в міжнародному праві. У 2014 році Сієго Алесана покинув невелику острівну державуТувалу, що розвивається через невизначеність, пов’язану з негативними наслідками зміни клімату. Тувалу знаходиться на висоті всього 4,6 м над рівнем моря і стикається з неминучою небезпекою через підвищення рівня моря. Хоча наслідки зміни клімату були висунуті від імені Алесани та його родини, справа здебільшого ґрунтувалася на гуманітарних мотивах. Однак Трибунал з питань імміграції та захисту справді заявив, що погіршення стану навколишнього середовища, викликане зміною клімату, вже є особливістю життя в Тувалу. Хоча це рішення не ґрунтувалося на впливах зміни клімату, це не означає, що фактори, пов’язані зі зміною клімату, взагалі не були враховані. Міжнародна організація з міграції висунула робоче визначення екологічного мігранта:
Екологічні мігранти – це особи або групи осіб, які, переважно через раптову або прогресуючу зміну навколишнього середовища, що негативно впливає на їхнє життя чи умови життя, зобов’язані покинути свої звичні домівки або вирішили це зробити, тимчасово чи назавжди, та які переміщуються всередині своєї країни чи за кордон.
Поки не буде юридично обов’язкового визначення того, що є екологічним мігрантом, буде важко здійснити справжнє правосуддя. Концепція кліматичної справедливості передбачала б, що всі права людини реалізуються найбільш прозорим чином, щоб підтримувати базові стандарти перед обличчям дещо невідомих наслідків зміни клімату.

### Конфлікт
Міжнародна миротворча НГО International Alert називає 46 країн, у яких наслідки зміни клімату (зокрема дефіцит води, втрата орних земель, екстремальні погодні явища, скорочення вегетаційного періоду та танення льодовиків) можуть взаємодіяти з економічними, соціальними та політичними силами для створення «високого ризику насильницького конфлікту».

### Корінні народи

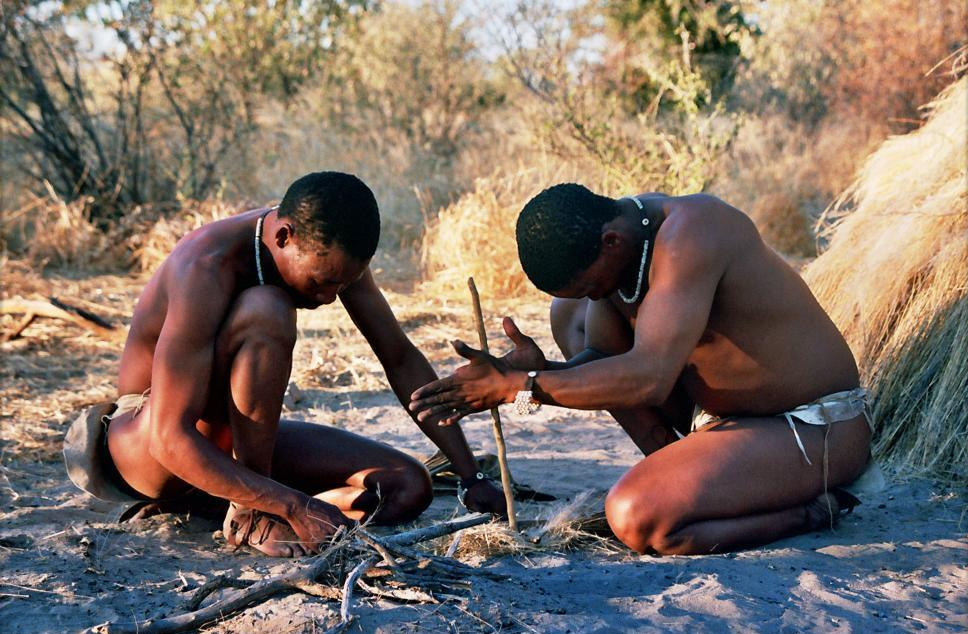
Бушмени Ботсвани вручну розпалюють вогонь

Коли справа доходить до дискусій про вплив зміни клімату на населення, корінні народи займають унікальну позицію. Багато корінного населення веде спосіб життя, який, у свою чергу, сильно порушується, коли йдеться про вплив зміни клімату. У багатьох країнах муніципальне право застосовується до корінних народів по-різному, ніж до решти населення, що ускладнює будь-який засіб правового захисту. Зміна клімату впливає на корінні народи по-різному не лише через їх фізичні та духовні зв’язки із землею та водою, а й тому, що вони мають спеціалізовані екологічні та традиційні знання, які можна використати для пошуку найкращої стратегії пом’якшення цих наслідків.
Органи ООН з прав людини визначили права корінних народів як особливо вразливі до руйнівних наслідків зміни клімату. Через зміну клімату засоби до існування та культурна самобутність корінного населення опинилися під загрозою у всьому світі в Північній Америці, Європі, Латинській Америці, Африці, Азії та Тихому океані. Постраждало близько 370 мільйонів корінних жителів.

### Права дітей

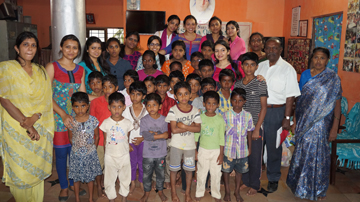
Програма прав дитини

Дослідники з Інституту закордонного розвитку виявили, що діти в Південній Азії можуть бути особливо вразливими до порушень прав людини після кліматичних катастроф. Це може включати гендерне насильство, дитячу працю, розпад сімей та перешкоди для їхнього розвитку та навчання. Дослідники стверджують, що права дитини рідко мають пріоритет у політиці зниження ризику катастроф або адаптації до зміни клімату, і що політика адаптації до зміни клімату має пристосувати заходи для вирішення важливих аспектів прав дитини, зокрема захисту та освіти дитини.

### Розвиток
Враховуючи, що багато з найбідніших громадян світу повністю або частково залежать від навколишнього середовища своїм щоденним життям, багато міжнародних агенцій розвитку вважають зміну клімату та розвиток «нерозривно пов’язаними».

## Зовнішні посилання
- Права людини та зміна клімату. УВКПЛ.
- Правозахисний підхід до боротьби зі зміною клімату. УВКПЛ.
- Права людини та зміна клімату: практичні кроки для впровадження. Центр міжнародного екологічного права , 25 лютого 2009 року.
- Права людини та зміна клімату. Комісія з прав людини та рівних можливостей (Австралія) 2008
- Економічні, соціальні та культурні права та зміна клімату: Юридичний довідковий посібник. Центр міжнародного права сталого розвитку, вчені виступають проти бідності та ініціатива GEM в Єльському університеті.
- Декларація прав людини та зміни клімату